# アールグレイ

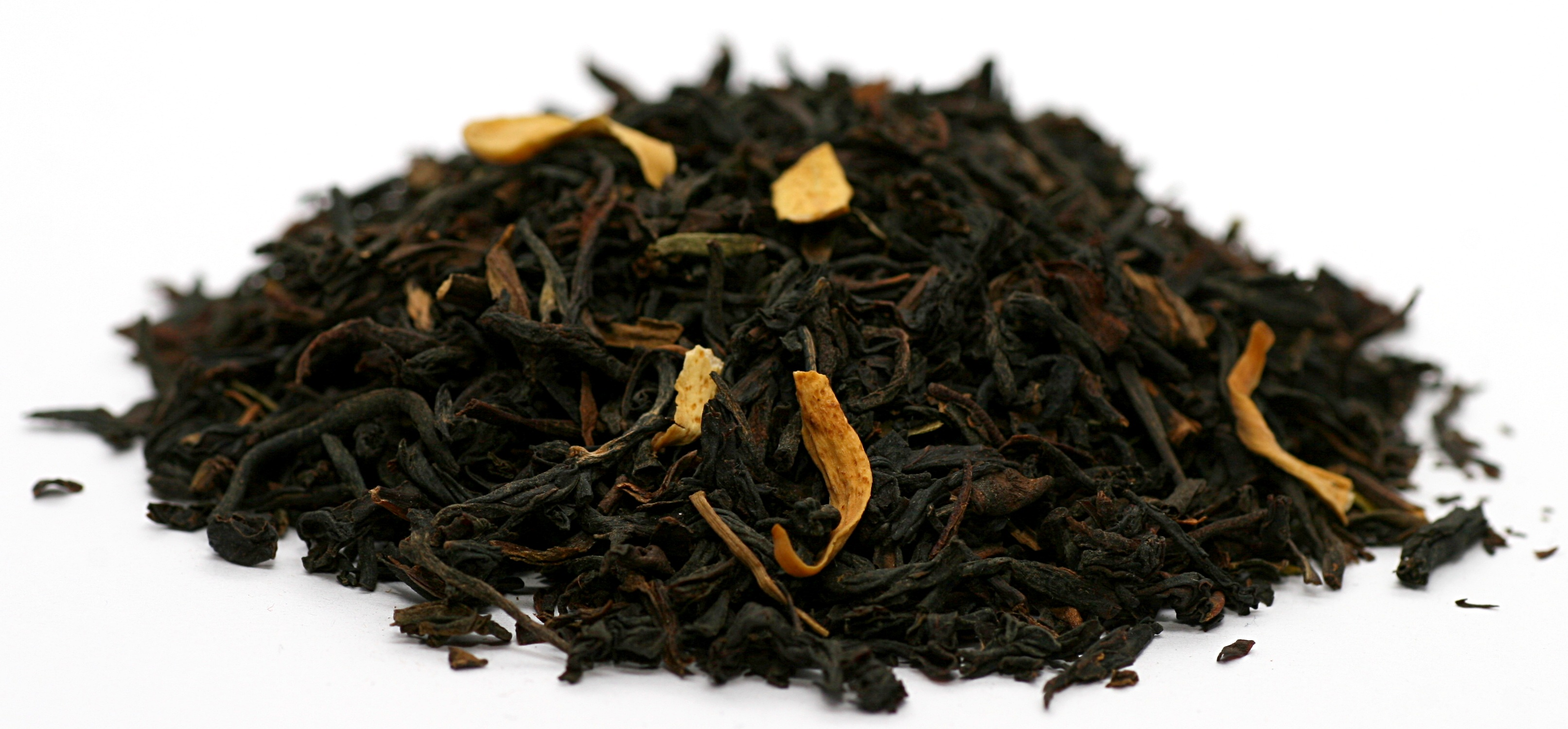
アールグレイの茶葉

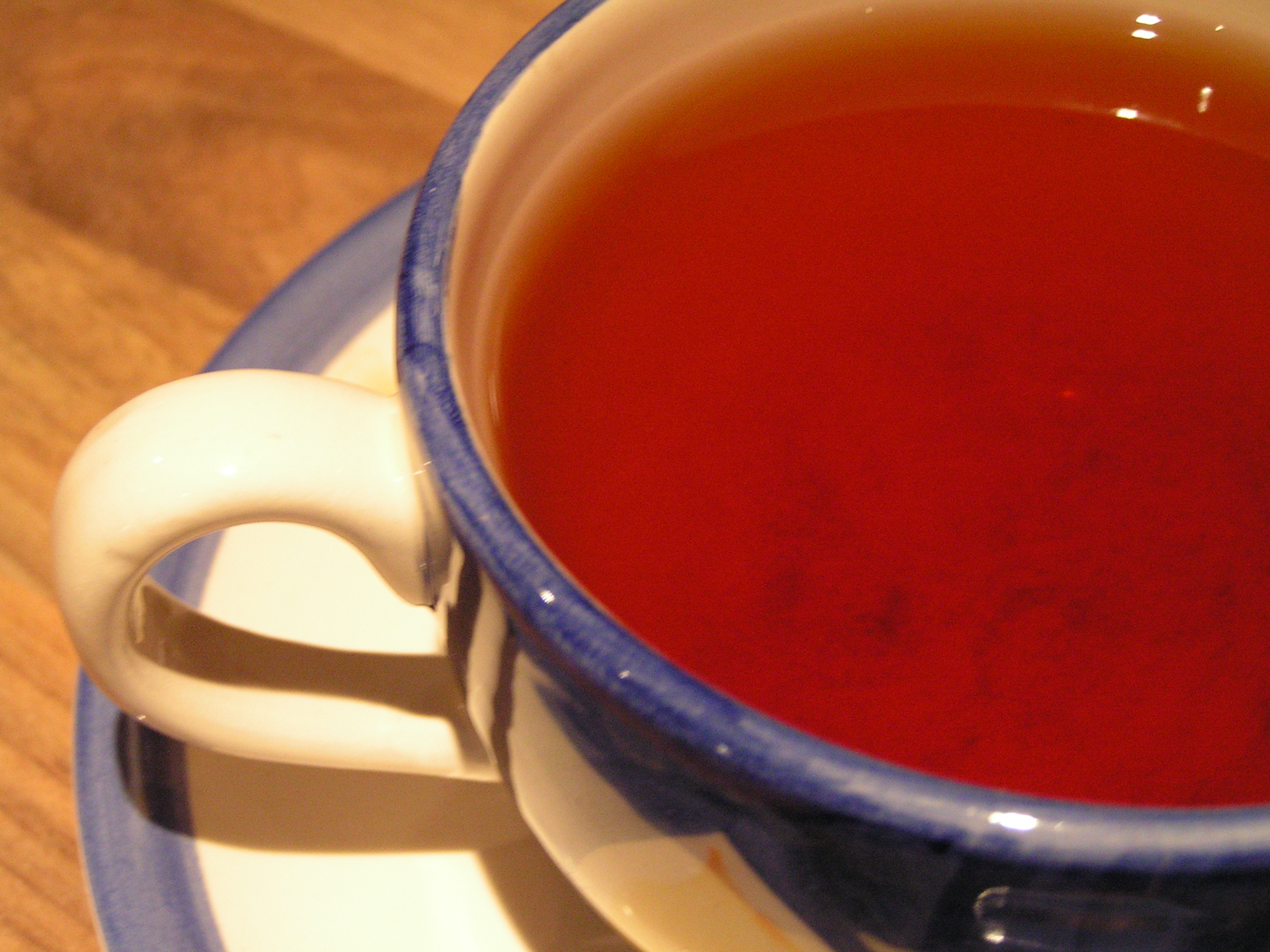
アールグレイ・ティー

アールグレイ（英: Earl Grey）とは、ベルガモットで柑橘系の香りをつけた紅茶で、フレーバーティーの一種。原料は中国茶のキーマン茶（祁門茶）が使われることが多いが、茶葉のブレンドは特に規定がないため、セイロン茶や、中国茶とセイロン茶のブレンド、稀にダージリンなども用いられる。“Earl Grey” とは「グレイ伯爵」の意であり、第2代グレイ伯爵チャールズ・グレイ（1830年代のイギリス首相）に由来すると言われている。
アールグレイの販売会社は、トワイニング社、フォートナム&メイソン社がよく知られている。

## 特徴
アールグレイはベルガモットの落ち着きある芳香を大きな特徴とする。このベルガモットの香りは精油や香料で着香されることが多い。
茶の香気成分は冷やすと控え目になるが、人工的に香りを付けた着香茶であるアールグレイはアイスでも香りが比較的分かりやすいため、アイスティーに用いられることも多い。一方でベルガモットの芳香は一般的に温度が高くなるほど引き立つので、アイスティーを念頭に強めの香りをつけたものなどをホットティーにすると、慣れていない人にとっては非常に飲みにくいものとなりやすい。この芳香がミルクと相性が良いため、ミルクティーとしても飲まれる。

## 由来
アールグレイの名は第2代グレイ伯爵チャールズ・グレイに由来すると言われることが多く、アールグレイの発祥には下記のように様々な伝承がある。
- ある外交官から中国の着香茶を贈られたグレイ伯が、それを気に入り類似品を茶商に作らせた。
- グレイ伯が中国に赴任した際、グレイ伯自らが考案した。
- 中国において、グレイ伯の部下が中国の高級官僚の息子が溺れているのを助け、そのお礼としてアールグレイの製法を教わり、イギリスに持ち帰った。
- 同様に、グレイ伯の部下が虎に襲われたマハラジャの息子を助け、そのお礼としてアールグレイの製法を教わった。
- グレイ伯が気に入った香港の紅茶の味を、ベルガモットのフレーバーを用いて再現した。

しかし実際には、グレイ伯はインドにも中国にも赴任したことがなく、当時中国やインドにはベルガモット着香は存在しなかったことなどから、これらは全て事実ではない可能性が高い。
ベルガモット着香の紅茶については少なくとも1820年代には存在しており、当時高価であった中国茶を模倣するために着香されていた。こうしたベルガモット着香の紅茶がいつ、どうしてアールグレイと呼称されるようになったかは定かではない。
2013年の『オックスフォード英語辞典』発表のレポートによれば、アールグレイの名を記した文献の時期から推測して、当時のグレイ伯爵家当主である第3代グレイ伯爵ヘンリー・グレイに基づく可能性が指摘された。他方で、アールグレイの名はそもそもグレイ伯とは直接関係がなく、当時流行していた「Grey」という名の紅茶に修辞として爵位「Earl」を付与した可能性も示唆している。結論としては、いずれにせよ年代や当時のベルガモット着香紅茶の扱いを考慮すると第2代グレイ伯爵がアールグレイの開発を支援した可能性は低いと述べられている。
磯淵猛は、正山小種（ラプサン・スーチョン）を飲んだグレイ伯がその味を気に入り、それを模して作らせた紅茶がアールグレイであるという説を著書で述べている。磯淵によれば、現代のラプサン・スーチョンは正露丸のような香りがするが、それは強い香りを望んだイギリス人のために作られたもので、本来のラプサン・スーチョンは淡い龍眼の香りがする紅茶であった。龍眼はイギリスでは手に入らないため、アールグレイにはシチリア島で取れるベルガモットを用いて着香したという。
グレイ伯がアールグレイの開発を命じたという伝承の茶商をめぐって、ジャクソン社とトワイニング社が元祖争いを起こしたことがある。ジャクソン社の主張するところによれば、第2代グレイ伯爵の出入り商人の店をジャクソン社が吸収したとのことである。一方、トワイニング社によれば二代目の頃は違うものの、代々のグレイ伯とトワイニングは親しく付き合っており、第5代グレイ伯爵チャールズ・グレイがトワイニングを元祖として認めていることが根拠として挙げられている。 1990年ごろジャクソン社はトワイニングと合併し元祖争いは終結した。

## その他
- トワイニング社が販売するレディグレイは、ベルガモットに加えてオレンジ・ピール、レモン・ピール、矢車菊の花弁によって着香した紅茶である。
- アールグレイは、シトクロムP450 (CYP3A4) 阻害作用を持つベルガモチンを含む。そのため、医薬品によっては相互作用が生じる場合がある。